# Smaragdina concolor amabilis
Smaragdina concolor amabilis é uma subespécie de insetos coleópteros polífagos pertencente à família Chrysomelidae.
A autoridade científica da subespécie é Lacordaire, tendo sido descrita no ano de 1848.
Trata-se de uma subespécie presente no território português.